# Матлина, Слава Григорьевна
Сла́ва Григо́рьевна Ма́тлина (15 мая 1944, Москва, СССР) — советский библиограф и библиотековед, Кандидат педагогических наук.

## Биография
Родилась 15 мая 1944 года в Москве. В 1960 году поступила на библиотечный факультет МГИКа, который она окончила в 1965 году, в 1974 году поступила на аспирантуру там же, которую она окончила в 1977 году. В 1966 году была принята на работу в ЦГПБ, где она отработала вплоть до 1974 года. В 1978 году была принята на работу в ГБЛ в качестве научной сотрудницы и проработала там долгое время. Ответственный редактор журнала «Библиотечное дело».

## Научные работы
Основные научные работы посвящены проблемам теории и практики библиотечного дела, а также библиотечной рекламы и особенности профессиональной инноватики. Автор свыше 200 научных работ.

## Награды и премии
- 2001 — Премия РБА